# Юнацький чемпіонат Європи з футболу (U-19) 2010 (кваліфікаційний раунд)
Юнацький чемпіонат Європи з футболу (U-19) 2010 (кваліфікаційний раунд) — відбірний етап, що відбувся з 1 вересня по 30 листопада 2009 року у 13 групах та був першим етапом відбору до чемпіонату Європи 2010.

## Група 1
| Збірна     | І | В | Н | П | ГЗ | ГП | РГ  | О |
| ---------- | - | - | - | - | -- | -- | --- | - |
| Італія     | 3 | 3 | 0 | 0 | 11 | 0  | +11 | 9 |
| Ірландія   | 3 | 2 | 0 | 1 | 7  | 2  | +5  | 6 |
| Албанія    | 3 | 1 | 0 | 2 | 4  | 8  | −4  | 3 |
| Сан-Марино | 3 | 0 | 0 | 3 | 1  | 13 | −12 | 0 |

| 13 листопада 2009 13:30 CET |

| Італія                                                   | 5 – 0    | Албанія |
| -------------------------------------------------------- | -------- | ------- |
| Думітру 21' Д'Алессандро 43' Дестро 53' Дзигоні 78', 82' | Протокол |         |

| Олімпійський стадіон, Серравалле Арбітр: Сабо (Угорщина) |

| 13 листопада 2009 16:00 CET |

| Ірландія                                           | 5 – 0    | Сан-Марино |
| -------------------------------------------------- | -------- | ---------- |
| Гендерсон 17' Мейсон 43', 58' Адам 74' Кеохейн 86' | Протокол |            |

| Монтеккьо, Сан-Марино Арбітр: Лаюшкін (Росія) |

| 15 листопада 2009 14:30 CET |

| Ірландія                       | 2 – 0    | Албанія |
| ------------------------------ | -------- | ------- |
| Доран 56' (пен.) Гендерсон 84' | Протокол |         |

| Монтеккьо, Сан-Марино Арбітр: Сабо (Угорщина) |

| 15 листопада 2009 20:30 CET |

| Сан-Марино | 0 – 4    | Італія                                          |
| ---------- | -------- | ----------------------------------------------- |
|            | Протокол | Броллі 71' (авт.) Дзигоні 74' Дестро 86', 90+2' |

| Олімпійський стадіон, Серравалле Арбітр: Мажейка (Литва) |

| 18 листопада 2009 15:00 CET |

| Італія          | 2 – 0    | Ірландія |
| --------------- | -------- | -------- |
| Дестро 62', 64' | Протокол |          |

| Олімпійський стадіон, Серравалле Арбітр: Лаюшкін (Росія) |

| 18 листопада 2009 17:00 CET |

| Албанія                           | 4 – 1              | Сан-Марино            |
| --------------------------------- | ------------------ | --------------------- |
| Ваюші 44' Балаї 66', 68' Коні 88' | Протокол Протокол2 | Стефанеллі 72' (пен.) |

| Олімпійський стадіон, Серравалле Арбітр: Мажейка (Литва) |

## Група 2
| Збірна     | І | В | Н | П | ГЗ | ГП | РГ | О |
| ---------- | - | - | - | - | -- | -- | -- | - |
| Англія     | 3 | 3 | 0 | 0 | 8  | 2  | +6 | 9 |
| Словаччина | 3 | 2 | 0 | 1 | 5  | 2  | +3 | 6 |
| Фінляндія  | 3 | 1 | 0 | 2 | 3  | 7  | −4 | 3 |
| Словенія   | 3 | 0 | 0 | 3 | 1  | 6  | −5 | 0 |

| 9 жовтня 2009 |

| Словаччина | 1 – 0    | Словенія |
| ---------- | -------- | -------- |
| Губа 31'   | Протокол |          |

| Спортивний парк, Лендава Арбітр: Гробельнік (Австрія) |

| 9 жовтня 2009 |

| Англія                                 | 3 – 1    | Фінляндія |
| -------------------------------------- | -------- | --------- |
| Дельфунесо 5' Мелліс 16' Парретт 90+2' | Протокол | Ріскі 34' |

| Фазанерія, Мурска-Собота Арбітр: Гечек (Туреччина) |

| 11 жовтня 2009 |

| Словаччина                                   | 4 – 0    | Фінляндія |
| -------------------------------------------- | -------- | --------- |
| Ваврик 6' Сланчик 69' Повашанец 75' Губа 76' | Протокол |           |

| Спортивний парк, Лендава Арбітр: Гечек (Туреччина) |

| 11 жовтня 2009 |

| Словенія     | 1 – 3    | Англія                                     |
| ------------ | -------- | ------------------------------------------ |
| Врхунц 90+3' | Протокол | Дональдсон 41' Мелліс 64' Дікон 80' (пен.) |

| Фазанерія, Мурска-Собота Арбітр: Туссен (Люксембург) |

| 14 жовтня 2009 |

| Англія                  | 2 – 0    | Словаччина |
| ----------------------- | -------- | ---------- |
| Мейсон 64' Мелліс 90+3' | Протокол |            |

| Спортивний парк, Лендава Арбітр: Гробельнік (Австрія) |

| 14 жовтня 2009 |

| Фінляндія                  | 2 – 0    | Словенія |
| -------------------------- | -------- | -------- |
| Ріскі 24' (пен.) Весто 86' | Протокол |          |

| Фазанерія, Мурска-Собота Арбітр: Туссен (Люксембург) |

## Група 3
| Збірна     | І | В | Н | П | ГЗ | ГП | РГ | О |
| ---------- | - | - | - | - | -- | -- | -- | - |
| Туреччина  | 3 | 2 | 1 | 0 | 4  | 2  | +2 | 7 |
| Німеччина  | 3 | 2 | 0 | 1 | 9  | 2  | +7 | 6 |
| Молдова    | 3 | 1 | 0 | 2 | 2  | 7  | −5 | 3 |
| Люксембург | 3 | 0 | 1 | 2 | 2  | 6  | −4 | 1 |

| 7 жовтня 2009 |

| Туреччина        | 1 – 0    | Молдова |
| ---------------- | -------- | ------- |
| Каракуллукчю 66' | Протокол |         |

| «Роданж», Роданж Арбітр: Аттуелл (Англія) |

| 7 жовтня 2009 |

| Німеччина                       | 3 – 0    | Люксембург |
| ------------------------------- | -------- | ---------- |
| Террацціно 44', 49' Клеменс 78' | Протокол |            |

| Штад Альфонс Тейс, Есперанж Арбітр: Крістофферсен (Данія) |

| 9 жовтня 2009 |

| Молдова | 0 – 5    | Німеччина                                          |
| ------- | -------- | -------------------------------------------------- |
|         | Протокол | Тосун 8', 13' Кроос 40' Террацціно 62' Клеменс 66' |

| Штад Альфонс Тейс, Есперанж Арбітр: Никола Дабанович (Чорногорія) |

| 9 жовтня 2009 |

| Туреччина   | 1 – 1    | Люксембург     |
| ----------- | -------- | -------------- |
| Гелвакі 59' | Протокол | Де Соуза 90+2' |

| «Роданж», Роданж Арбітр: Крістофферсен (Данія) |

| 12 жовтня 2009 |

| Німеччина | 1 – 2    | Туреччина             |
| --------- | -------- | --------------------- |
| Тосун 87' | Протокол | Одабасі 31' Ерген 46' |

| «Жозі Бартель», Люксембург Арбітр: Аттуелл (Англія) |

| 12 жовтня 2009 |

| Люксембург   | 1 – 2    | Молдова                      |
| ------------ | -------- | ---------------------------- |
| Де Соуза 67' | Протокол | Онофрей 22' Голубовський 80' |

| Оп, Менсдорф Арбітр: Никола Дабанович (Чорногорія) |

## Група 4
| Збірна    | І | В | Н | П | ГЗ | ГП | РГ | О |
| --------- | - | - | - | - | -- | -- | -- | - |
| Хорватія  | 3 | 3 | 0 | 0 | 6  | 1  | +5 | 9 |
| Швейцарія | 3 | 2 | 0 | 1 | 10 | 1  | +9 | 6 |
| Литва     | 3 | 1 | 0 | 2 | 3  | 8  | −5 | 3 |
| Естонія   | 3 | 0 | 0 | 3 | 1  | 10 | −9 | 0 |

| 23 вересня 2009 |

| Швейцарія                                                | 5 – 0    | Литва |
| -------------------------------------------------------- | -------- | ----- |
| Араторе 44' Шачірі 71', 79' Мехмеді 89' Михайлович 90+3' | Протокол |       |

| «Маріямполе», Маріямполе Арбітр: Коваржик (Чехія) |

| 23 вересня 2009 |

| Хорватія                                       | 3 – 0    | Естонія |
| ---------------------------------------------- | -------- | ------- |
| Андріяшевич 7' (пен.) Маглиця 18' Іванович 69' | Протокол |         |

| «Судува», Маріямполе Арбітр: Амірканян (Вірменія) |

| 25 вересня 2009 |

| Швейцарія                                           | 5 – 0    | Естонія |
| --------------------------------------------------- | -------- | ------- |
| Пеш 3' Мехмеді 25' (пен.) Цубер 69', 75' Шачірі 88' | Протокол |         |

| «Судува», Маріямполе Арбітр: Амірканян (Вірменія) |

| 25 вересня 2009 |

| Литва       | 1 – 2    | Хорватія                     |
| ----------- | -------- | ---------------------------- |
| Соломін 26' | Протокол | Андріяшевич 74' Іванович 80' |

| «Маріямполе», Маріямполе Арбітр: Лісвелд ( Нідерланди) |

| 28 вересня 2009 |

| Хорватія    | 1 – 0    | Швейцарія |
| ----------- | -------- | --------- |
| Маглиця 33' | Протокол |           |

| «Судува», Маріямполе Арбітр: Лісвелд ( Нідерланди) |

| 28 вересня 2009 |

| Естонія   | 1 – 2    | Литва                  |
| --------- | -------- | ---------------------- |
| Тейно 83' | Протокол | Лукошюс 49' Біскус 75' |

| «Маріямполе», Маріямполе Арбітр: Коваржик (Чехія) |

## Група 5
| Збірна            | І | В | Н | П | ГЗ | ГП | РГ | О |
| ----------------- | - | - | - | - | -- | -- | -- | - |
| Сербія            | 3 | 3 | 0 | 0 | 8  | 0  | +8 | 9 |
| Греція            | 3 | 2 | 0 | 1 | 3  | 1  | +2 | 6 |
| Фарерські острови | 3 | 0 | 1 | 2 | 0  | 4  | −4 | 1 |
| Білорусь          | 3 | 0 | 1 | 2 | 0  | 6  | −6 | 1 |

| 6 жовтня 2009 |

| Греція                         | 2 – 0    | Фарерські острови |
| ------------------------------ | -------- | ----------------- |
| Васіліу 56' (пен.) Сімосіс 77' | Протокол |                   |

| «Ягодина», Ягодина Арбітр: Внук (Словаччина) |

| 6 жовтня 2009 |

| Сербія                                                                | 5 – 0    | Білорусь |
| --------------------------------------------------------------------- | -------- | -------- |
| Мількович 36' Джуричич 47' Шчепович 67' (пен.) Маркович 75' Бркич 90' | Протокол |          |

| «Чіка Дача», Крагуєваць Арбітр: Мур (Шотландія) |

| 8 жовтня 2009 |

| Греція      | 1 – 0    | Білорусь |
| ----------- | -------- | -------- |
| Кареліс 59' | Протокол |          |

| «Чіка Дача», Крагуєваць Арбітр: ван Букел (Нідерланди) |

| 8 жовтня 2009 |

| Фарерські острови | 0 – 2    | Сербія                   |
| ----------------- | -------- | ------------------------ |
|                   | Протокол | Шчепович 30', 42' (пен.) |

| «Ягодина», Ягодина Арбітр: Внук (Словаччина) |

| 11 жовтня 2009 |

| Сербія       | 1 – 0    | Греція |
| ------------ | -------- | ------ |
| Шчепович 45' | Протокол |        |

| «Чіка Дача», Крагуєваць Арбітр: ван Букел (Нідерланди) |

| 11 жовтня 2009 |

| Білорусь | 0 – 0    | Фарерські острови |
| -------- | -------- | ----------------- |
|          | Протокол |                   |

| «Ягодина», Ягодина Арбітр: Михайлович (Сербія) |

## Група 6
| Збірна    | І | В | Н | П | ГЗ | ГП | РГ  | О |
| --------- | - | - | - | - | -- | -- | --- | - |
| Шотландія | 3 | 2 | 0 | 1 | 9  | 2  | +7  | 6 |
| Румунія   | 3 | 2 | 0 | 1 | 5  | 3  | +2  | 6 |
| Австрія   | 3 | 2 | 0 | 1 | 6  | 5  | +1  | 6 |
| Вірменія  | 3 | 0 | 0 | 3 | 2  | 12 | −10 | 0 |

| 10 жовтня 2009 |

| Шотландія                         | 3 – 0    | Румунія |
| --------------------------------- | -------- | ------- |
| МакХ'ю 19' Кемпбелл 21' Інман 81' | Протокол |         |

| Жак Леман Арена, Санкт-Файт-ан-дер-Ґлан Арбітр: Безбородов (Росія) |

| 10 жовтня 2009 |

| Австрія                                              | 5 – 1    | Вірменія    |
| ---------------------------------------------------- | -------- | ----------- |
| Клем 26', 90+3' Шимпельсбергер 32' Гушпек 62', 90+5' | Протокол | Бадалян 53' |

| Віго-Хаус Арена, Фельдкірхен-ін-Кернтен Арбітр: Германсен (Данія) |

| 12 жовтня 2009 |

| Вірменія     | 1 – 6    | Шотландія                                                  |
| ------------ | -------- | ---------------------------------------------------------- |
| Степанян 59' | Протокол | Інман 12' Форрест 17', 26' МакХ'ю 71' Бернс 81' Вілсон 84' |

| Віго-Хаус Арена, Фельдкірхен-ін-Кернтен Арбітр: Германсен (Данія) |

| 12 жовтня 2009 |

| Австрія | 0 – 4    | Румунія                                   |
| ------- | -------- | ----------------------------------------- |
|         | Протокол | Албу 21' Алібек 23' Тукудян 48' Матей 86' |

| Жак Леман Арена, Санкт-Файт-ан-дер-Ґлан Арбітр: Блек (Ірландія) |

| 15 жовтня 2009 |

| Шотландія | 0 – 1    | Австрія  |
| --------- | -------- | -------- |
|           | Протокол | Клем 83' |

| Жак Леман Арена, Санкт-Файт-ан-дер-Ґлан Арбітр: Безбородов (Росія) |

| 15 жовтня 2009 |

| Румунія          | 1 – 0    | Вірменія |
| ---------------- | -------- | -------- |
| Стоян 13' (пен.) | Протокол |          |

| Філлах-Лінд, Філлах Арбітр: Блек (Ірландія) |

## Група 7
| Збірна               | І | В | Н | П | ГЗ | ГП | РГ | О |
| -------------------- | - | - | - | - | -- | -- | -- | - |
| Боснія і Герцеговина | 3 | 2 | 0 | 1 | 3  | 5  | −2 | 6 |
| Північна Ірландія    | 3 | 1 | 2 | 0 | 5  | 1  | +4 | 5 |
| Ісландія             | 3 | 1 | 1 | 1 | 3  | 3  | 0  | 4 |
| Болгарія             | 3 | 0 | 1 | 2 | 4  | 6  | −2 | 1 |

| 7 жовтня 2009 |

| Болгарія    | 1 – 1    | Північна Ірландія |
| ----------- | -------- | ----------------- |
| Аджов 90+2' | Протокол | Фергюсон 62'      |

| Грбавіца, Сараєво Арбітр: Том-Гаральд Гаген (Норвегія) |

| 7 жовтня 2009 |

| Ісландія | 0 – 1    | Боснія і Герцеговина |
| -------- | -------- | -------------------- |
|          | Протокол | Нухич 21'            |

| Асім Ферхатович-Хасе, Сараєво Арбітр: Прігода (Чехія) |

| 9 жовтня 2009 |

| Болгарія    | 1 – 2    | Боснія і Герцеговина  |
| ----------- | -------- | --------------------- |
| Атанасов 2' | Протокол | Панджа 15' Хаджич 87' |

| Асім Ферхатович-Хасе, Сараєво Арбітр: Прігода (Чехія) |

| 9 жовтня 2009 |

| Північна Ірландія | 0 – 0    | Ісландія |
| ----------------- | -------- | -------- |
|                   | Протокол |          |

| Грбавіца, Сараєво Арбітр: Карлос Мігель Таборда (Португалія) |

| 12 жовтня 2009 |

| Ісландія                              | 3 – 2    | Болгарія                |
| ------------------------------------- | -------- | ----------------------- |
| Г. Магнуссон 23' Фай 53' Гейрссон 81' | Протокол | Бенгузов 18' Пасков 40' |

| Грбавіца, Сараєво Арбітр: Карлос Мігель Таборда (Португалія) |

| 12 жовтня 2009 |

| Боснія і Герцеговина | 0 – 4    | Північна Ірландія                           |
| -------------------- | -------- | ------------------------------------------- |
|                      | Протокол | Бойс 16' Даффі 19', 49' (пен.) Фергюсон 62' |

| Асім Ферхатович-Хасе, Сараєво Арбітр: Том-Гаральд Гаген (Норвегія) |

## Група 8
| Збірна             | І | В | Н | П | ГЗ | ГП | РГ | О |
| ------------------ | - | - | - | - | -- | -- | -- | - |
| Португалія         | 3 | 3 | 0 | 0 | 7  | 0  | +7 | 9 |
| Іспанія            | 3 | 2 | 0 | 1 | 6  | 2  | +4 | 6 |
| Уельс              | 3 | 1 | 0 | 2 | 3  | 5  | −2 | 3 |
| Північна Македонія | 3 | 0 | 0 | 3 | 2  | 11 | −9 | 0 |

| 3 листопада 2009 |

| Португалія                            | 3 – 0    | Уельс |
| ------------------------------------- | -------- | ----- |
| Сержіу Олівейра 3' Рейш 58' Алекс 76' | Протокол |       |

| Луїс Сунер Піко, Алзіра Арбітр: Константін (Румунія) |

| 3 листопада 2009 |

| Іспанія                                          | 5 – 1    | Північна Македонія |
| ------------------------------------------------ | -------- | ------------------ |
| Каналес 18' Родріго 28', 32' Пачеко 76' Кеко 80' | Протокол | Станков 39'        |

| Ла Форана, Алджинет Арбітр: Ніємінен (Фінляндія) |

| 5 листопада 2009 |

| Португалія                                | 3 – 0    | Північна Македонія |
| ----------------------------------------- | -------- | ------------------ |
| Нелсон Олівейра 13' Алекс 51' Каетано 56' | Протокол |                    |

| Ла Форана, Алджинет Арбітр: Ніємінен (Фінляндія) |

| 5 листопада 2009 |

| Уельс | 0 – 1    | Іспанія     |
| ----- | -------- | ----------- |
|       | Протокол | Родріго 50' |

| Ла Форана, Алджинет Арбітр: Де Марко (Італія) |

| 8 листопада 2009 |

| Іспанія | 0 – 1    | Португалія |
| ------- | -------- | ---------- |
|         | Протокол | Пінту 19'  |

| Луїс Сунер Піко, Алзіра Арбітр: Де Марко (Італія) |

| 8 листопада 2009 |

| Північна Македонія | 1 – 3    | Уельс                            |
| ------------------ | -------- | -------------------------------- |
| Шабані 60'         | Протокол | Стівенс 43' Тейлор 63' Браун 90' |

| Ла Форана, Алджинет Арбітр: Константін (Румунія) |

## Група 9
| Збірна      | І | В | Н | П | ГЗ | ГП | РГ  | О |
| ----------- | - | - | - | - | -- | -- | --- | - |
| Росія       | 3 | 2 | 1 | 0 | 9  | 2  | +7  | 7 |
| Угорщина    | 3 | 2 | 0 | 1 | 10 | 3  | +7  | 6 |
| Латвія      | 3 | 1 | 1 | 1 | 6  | 6  | 0   | 4 |
| Ліхтенштейн | 3 | 0 | 0 | 3 | 0  | 14 | −14 | 0 |

| 23 жовтня 2009 |

| Росія            | 1 – 1    | Латвія         |
| ---------------- | -------- | -------------- |
| Логуа 21' (пен.) | Протокол | Карашаускас 3' |

| «Тисауйварош», Тисауйварош Арбітр: Пампорідіс (Греція) |

| 23 жовтня 2009 |

| Угорщина                                         | 4 – 0    | Ліхтенштейн |
| ------------------------------------------------ | -------- | ----------- |
| Шкріба 58' Маркуш 61' Гюр 88' (авт.) Шимон 90+3' | Протокол |             |

| «Вароші», Ньїредьгаза Арбітр: Тодоров (Болгарія) |

| 25 жовтня 2009 |

| Ліхтенштейн | 0 – 6    | Росія                                                                   |
| ----------- | -------- | ----------------------------------------------------------------------- |
|             | Протокол | Столяренко 9' Башкиров 20' Логуа 51' Жестоков 59' Плієв 76' Матяш 90+3' |

| «Тисауйварош», Тисауйварош Арбітр: Тодоров (Болгарія) |

| 25 жовтня 2009 |

| Угорщина                                           | 5 - 1    | Латвія    |
| -------------------------------------------------- | -------- | --------- |
| Маркуш 6', 18' Тішлер 25' Лашкович 44' Шимон 90+3' | Протокол | Зюзінс 3' |

| «Вароші», Ньїредьгаза Арбітр: Тюаль (Франція) |

| 28 жовтня 2009 |

| Росія                     | 2 - 1    | Угорщина     |
| ------------------------- | -------- | ------------ |
| Надь 27' (авт.) Логуа 56' | Протокол | Штібер 90+2' |

| «Вароші», Ньїредьгаза Арбітр: Тюаль (Франція) |

| 28 жовтня 2009 |

| Латвія                                   | 4 - 0    | Ліхтенштейн |
| ---------------------------------------- | -------- | ----------- |
| Ігнатанс 10', 55' (пен.) Зюзінс 16', 37' | Протокол |             |

| «Тисауйварош», Тисауйварош Арбітр: Пампорідіс (Греція) |

## Група 10
| Збірна     | І | В | Н | П | ГЗ | ГП | РГ | О |
| ---------- | - | - | - | - | -- | -- | -- | - |
| Нідерланди | 3 | 3 | 0 | 0 | 7  | 1  | +6 | 9 |
| Чехія      | 3 | 2 | 0 | 1 | 7  | 2  | +5 | 6 |
| Мальта     | 3 | 0 | 1 | 2 | 1  | 6  | −5 | 1 |
| Кіпр       | 3 | 0 | 1 | 2 | 3  | 9  | −6 | 1 |

| 12 листопада 2009 |

| Нідерланди  | 1 – 0    | Мальта |
| ----------- | -------- | ------ |
| Де Роон 62' | Протокол |        |

| Центральний, Та-Калі Арбітр: Маккурт (Північна Ірландія) |

| 12 листопада 2009 |

| Чехія                      | 3 – 1    | Кіпр        |
| -------------------------- | -------- | ----------- |
| Мусіол 56', 87' Скалак 78' | Протокол | Васіліу 75' |

| Центральний, Та-Калі Арбітр: Лерьюс (Швеція) |

| 14 листопада 2009 |

| Нідерланди                                                    | 5 – 1    | Кіпр            |
| ------------------------------------------------------------- | -------- | --------------- |
| Ла Парра 26' Бакуна 35' Кастілліон 39' Бернет 66' Вісенто 88' | Протокол | Наях 86' (авт.) |

| Центральний, Та-Калі Арбітр: Мажич (Сербія) |

| 14 листопада 2009 |

| Мальта | 0 – 4    | Чехія                                       |
| ------ | -------- | ------------------------------------------- |
|        | Протокол | Крейчі 8' Путц 13', 35' Фолпрехт 29' (пен.) |

| Центральний, Та-Калі Арбітр: Маккурт (Північна Ірландія) |

| 17 листопада 2009 |

| Чехія | 0 – 1    | Нідерланди   |
| ----- | -------- | ------------ |
|       | Протокол | Ебесіліо 41' |

| «Гіберніанс Граунд», Паола Арбітр: Лерьюс (Швеція) |

| 17 листопада 2009 |

| Кіпр       | 1 – 1    | Мальта    |
| ---------- | -------- | --------- |
| Міхаїл 88' | Протокол | Гаучі 64' |

| Центральний, Та-Калі Арбітр: Мажич (Сербія) |

## Група 11
| Збірна    | І | В | Н | П | ГЗ | ГП | РГ  | О |
| --------- | - | - | - | - | -- | -- | --- | - |
| Норвегія  | 3 | 3 | 0 | 0 | 11 | 2  | +9  | 9 |
| Бельгія   | 3 | 2 | 0 | 1 | 10 | 4  | +6  | 6 |
| Казахстан | 3 | 1 | 0 | 2 | 2  | 7  | −5  | 3 |
| Андорра   | 3 | 0 | 0 | 3 | 1  | 11 | −10 | 0 |

| 13 листопада 2009 |

| Норвегія                       | 2 – 0    | Казахстан |
| ------------------------------ | -------- | --------- |
| Геденстад 52' (пен.) Олсен 75' | Протокол |           |

| Місцевий стадіон, Сінт-Ніклас Арбітр: Гіл (Польща) |

| 13 листопада 2009 |

| Бельгія                                                 | 4 – 0    | Андорра |
| ------------------------------------------------------- | -------- | ------- |
| Де Брейне 43' Бруно 59' Бурдукс 72' (пен.) Лонгвіль 88' | Протокол |         |

| Хамме, Хамме Арбітр: Шілагава (Грузія) |

| 15 листопада 2009 |

| Норвегія                                                         | 5 – 0    | Андорра |
| ---------------------------------------------------------------- | -------- | ------- |
| Олсен 23' Генріксен 45' Кастраті 65' Вангберг 85' Рінгстад 90+2' | Протокол |         |

| Хамме, Хамме Арбітр: Шілагава (Грузія) |

| 15 листопада 2009 |

| Казахстан | 0 – 4    | Бельгія                                 |
| --------- | -------- | --------------------------------------- |
|           | Протокол | Кабаселе 10', 62' Бруно 57', 67' (пен.) |

| Фрайтль, Беверен Арбітр: Шимунович (Хорватія) |

| 18 листопада 2009 |

| Бельгія                   | 2 – 4    | Норвегія                                                |
| ------------------------- | -------- | ------------------------------------------------------- |
| Бадібанга 72' Дюрваль 85' | Протокол | Лонгвіль 45+1' (авт.) Йогансен 54' Кінг 58' (пен.), 90' |

| Місцевий стадіон, Сінт-Ніклас Арбітр: Гіл (Польща) |

| 18 листопада 2009 |

| Андорра  | 1 – 2    | Казахстан                 |
| -------- | -------- | ------------------------- |
| Валль 8' | Протокол | Курмашев 34' Лисенков 54' |

| Фрайтль, Беверен Арбітр: Шимунович (Хорватія) |

## Група 12
| Збірна     | І | В | Н | П | ГЗ | ГП | РГ | О |
| ---------- | - | - | - | - | -- | -- | -- | - |
| Україна    | 3 | 2 | 1 | 0 | 3  | 1  | +2 | 7 |
| Чорногорія | 3 | 0 | 3 | 0 | 2  | 2  | 0  | 3 |
| Грузія     | 3 | 0 | 2 | 1 | 1  | 2  | −1 | 2 |
| Швеція     | 3 | 0 | 2 | 1 | 0  | 1  | −1 | 2 |

| 9 жовтня 2009 |

| Швеція | 0 – 0    | Чорногорія |
| ------ | -------- | ---------- |
|        | Протокол |            |

| Старк Арвід, Юнгшиле Арбітр: Еванс (Уельс) |

| 9 жовтня 2009 |

| Україна       | 1 – 0    | Грузія |
| ------------- | -------- | ------ |
| Парцванія 67' | Протокол |        |

| Едсборг ІП, Тролльгеттан Арбітр: Нзоло (Бельгія) |

| 11 жовтня 2009 |

| Швеція | 0 – 0    | Грузія |
| ------ | -------- | ------ |
|        | Протокол |        |

| Едсборг ІП, Тролльгеттан Арбітр: Нзоло (Бельгія) |

| 11 жовтня 2009 |

| Чорногорія  | 1 – 1    | Україна   |
| ----------- | -------- | --------- |
| Весович 86' | Протокол | Задоя 50' |

| Рімнерсваллен, Уддевалла Арбітр: Хатеган (Румунія) |

| 14 жовтня 2009 |

| Україна    | 1 – 0    | Швеція |
| ---------- | -------- | ------ |
| Павлов 73' | Протокол |        |

| Рімнерсваллен, Уддевалла Арбітр: Хатеган (Румунія) |

| 14 жовтня 2009 |

| Грузія       | 1 – 1    | Чорногорія   |
| ------------ | -------- | ------------ |
| Ананідзе 32' | Протокол | Денкович 18' |

| Старк Арвід, Юнгшиле Арбітр: Еванс (Уельс) |

## Група 13
| Збірна      | І | В | Н | П | ГЗ | ГП | РГ | О |
| ----------- | - | - | - | - | -- | -- | -- | - |
| Данія       | 3 | 2 | 0 | 1 | 5  | 2  | +3 | 6 |
| Азербайджан | 3 | 2 | 0 | 1 | 5  | 4  | +1 | 6 |
| Польща      | 3 | 1 | 1 | 1 | 4  | 4  | 0  | 4 |
| Ізраїль     | 3 | 0 | 1 | 2 | 1  | 5  | −4 | 1 |

| 9 жовтня 2009 |

| Польща                  | 2 – 1    | Данія       |
| ----------------------- | -------- | ----------- |
| Йончик 10' Кухарчик 62' | Протокол | Ділейні 39' |

| Левіта, Кфар-Сава Арбітр: Фернандо (Іспанія) |

| 9 жовтня 2009 |

| Ізраїль | 0 – 3    | Азербайджан                     |
| ------- | -------- | ------------------------------- |
|         | Протокол | Гасанов 20', 84' Іскендеров 30' |

| Нес-Ціона, Нес-Ціона Арбітр: Рістосков (Болгарія) |

| 11 жовтня 2009 |

| Польща       | 1 – 2    | Азербайджан              |
| ------------ | -------- | ------------------------ |
| Кухарчик 62' | Протокол | Абдуллаєв 40' Сейдов 82' |

| Левіта, Кфар-Сава Арбітр: Рістосков (Болгарія) |

| 11 жовтня 2009 |

| Данія            | 1 – 0    | Ізраїль |
| ---------------- | -------- | ------- |
| Н. Йоргенсен 90' | Протокол |         |

| Нес-Ціона, Нес-Ціона Арбітр: Кукулакіс (Греція) |

| 14 жовтня 2009 |

| Ізраїль  | 1 – 1    | Польща     |
| -------- | -------- | ---------- |
| Леві 41' | Протокол | Холота 24' |

| Нес-Ціона, Нес-Ціона Арбітр: Фернандо (Іспанія) |

| 14 жовтня 2009 |

| Азербайджан | 0 – 3    | Данія                                   |
| ----------- | -------- | --------------------------------------- |
|             | Протокол | Ларсен 27' (пен.), 39' Н. Йоргенсен 79' |

| Левіта, Кфар-Сава Арбітр: Кукулакіс (Греція) |

## Треті місця у групах
| Г  | Збірна            | І | В | Н | П | МЗ | МП | РМ | О |
| -- | ----------------- | - | - | - | - | -- | -- | -- | - |
| 13 | Польща            | 2 | 1 | 0 | 1 | 3  | 3  | 0  | 3 |
| 6  | Австрія           | 2 | 1 | 0 | 1 | 1  | 4  | −3 | 3 |
| 12 | Грузія            | 2 | 0 | 1 | 1 | 1  | 2  | −1 | 1 |
| 7  | Ісландія          | 2 | 0 | 1 | 1 | 0  | 1  | −1 | 1 |
| 9  | Латвія            | 2 | 0 | 1 | 1 | 2  | 6  | −4 | 1 |
| 5  | Фарерські острови | 2 | 0 | 0 | 2 | 0  | 4  | −4 | 0 |
| 8  | Уельс             | 2 | 0 | 0 | 2 | 0  | 4  | −4 | 0 |
| 10 | Мальта            | 2 | 0 | 0 | 2 | 0  | 5  | −5 | 0 |
| 2  | Фінляндія         | 2 | 0 | 0 | 2 | 1  | 7  | −6 | 0 |
| 4  | Литва             | 2 | 0 | 0 | 2 | 1  | 7  | −6 | 0 |
| 11 | Казахстан         | 2 | 0 | 0 | 2 | 0  | 6  | −6 | 0 |
| 3  | Молдова           | 2 | 0 | 0 | 2 | 0  | 6  | −6 | 0 |
| 1  | Албанія           | 2 | 0 | 0 | 2 | 0  | 7  | −7 | 0 |